# 메흐메트 쿠르툴루슈
메흐메트 쿠르툴루슈(튀르키예어·독일어: Mehmet Kurtuluş, 1972년 4월 27일~)는 튀르키예의 배우이다.

## 작품 목록

### 영화
- 키아로스쿠로 (2016년)
- 빅 게임 (2014년)
- 트랜스퍼 (2010년)
- 파르스 - 오퍼레이션 체리 (2007년)
- 라우트로스 (2004년)
- 미치고 싶을 때 (2004년)
- 네이키드 (2002년)
- 이퀼리브리엄 (2002년)
- 7월에 (2000년)
- 짧고 고통없이 (1998년)